# Зима, Виктор Степанович
Ви́ктор Степа́нович Зима́ (23 декабря 1940, Благовещенск, РСФСР, СССР — 21 декабря 2020, Москва) — советский и российский музыкант, тромбонист, музыкальный педагог. Заслуженный работник культуры Российской Федерации (2002).

## Биография
Родился 23 декабря 1940 года в городе Благовещенск Амурской области.
В 1957 году окончил Школу военных воспитанников (детский дом) города Благовещенска по классу баритона. Служил в оркестре Уссурийского суворовского военного училища.
Экстерном сдал курс Музыкального училища имени Гнесиных (1964).
В 1969 году с отличием окончил Государственный музыкально-педагогический институт имени Гнесиных (класс тромбона профессора К. М. Ладилова) (1969).
С 1969 по 1971 год работал в оркестре Московского цирка на Цветном бульваре. С 1971 по 1987 год — в оркестре Большого московского цирка на проспекте Вернадского.
С 1987 года — преподаватель (с 2002 года — высшей категории) класса тенора, тромбона и тубы в Детской музыкальной школе имени М. И. Табакова, в отделе медных духовых и ударных инструментов.

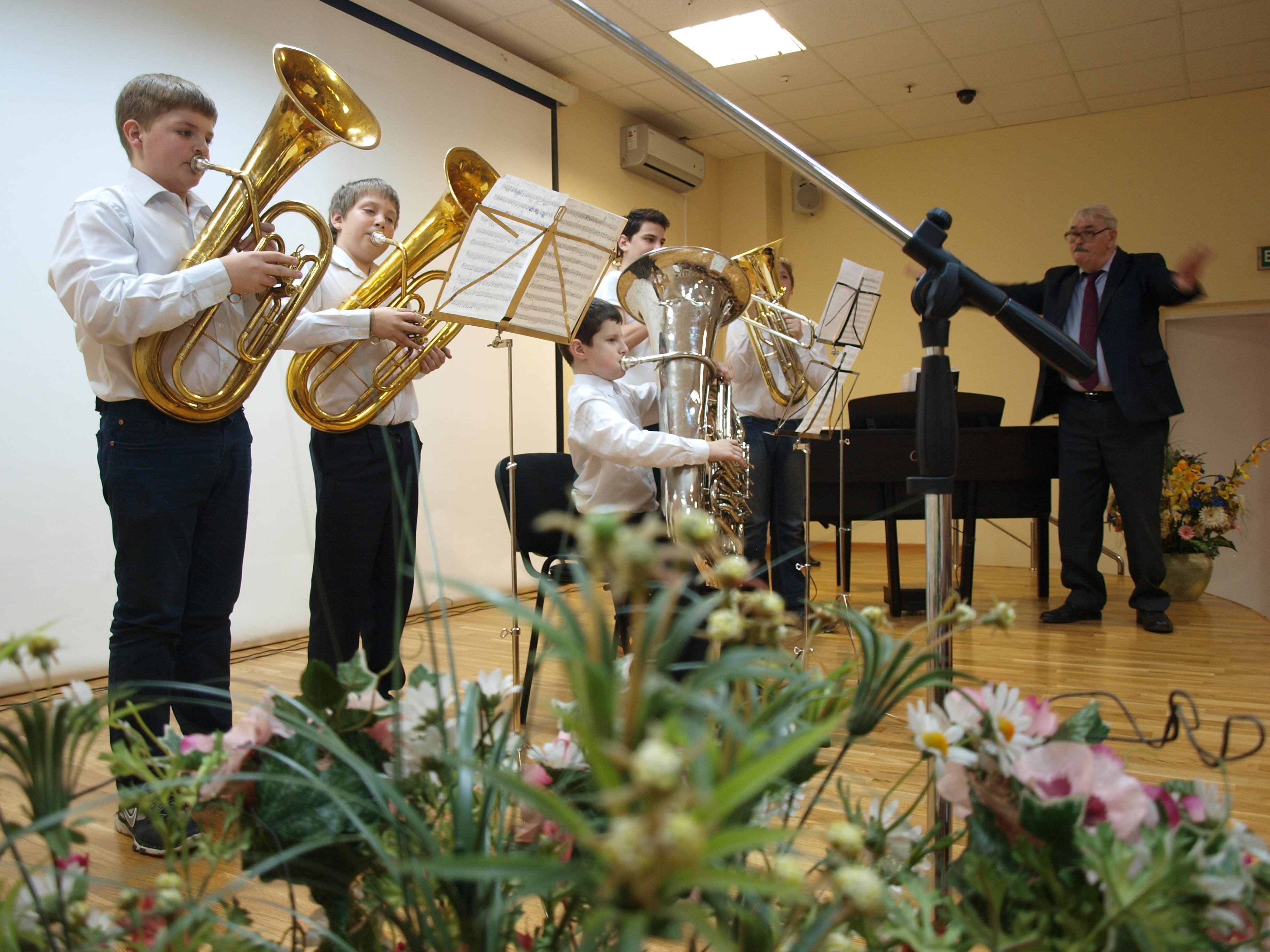
Зима В. С. руководит ансамблем медных духовых басовых инструментов.
(Апрель 2015 года)

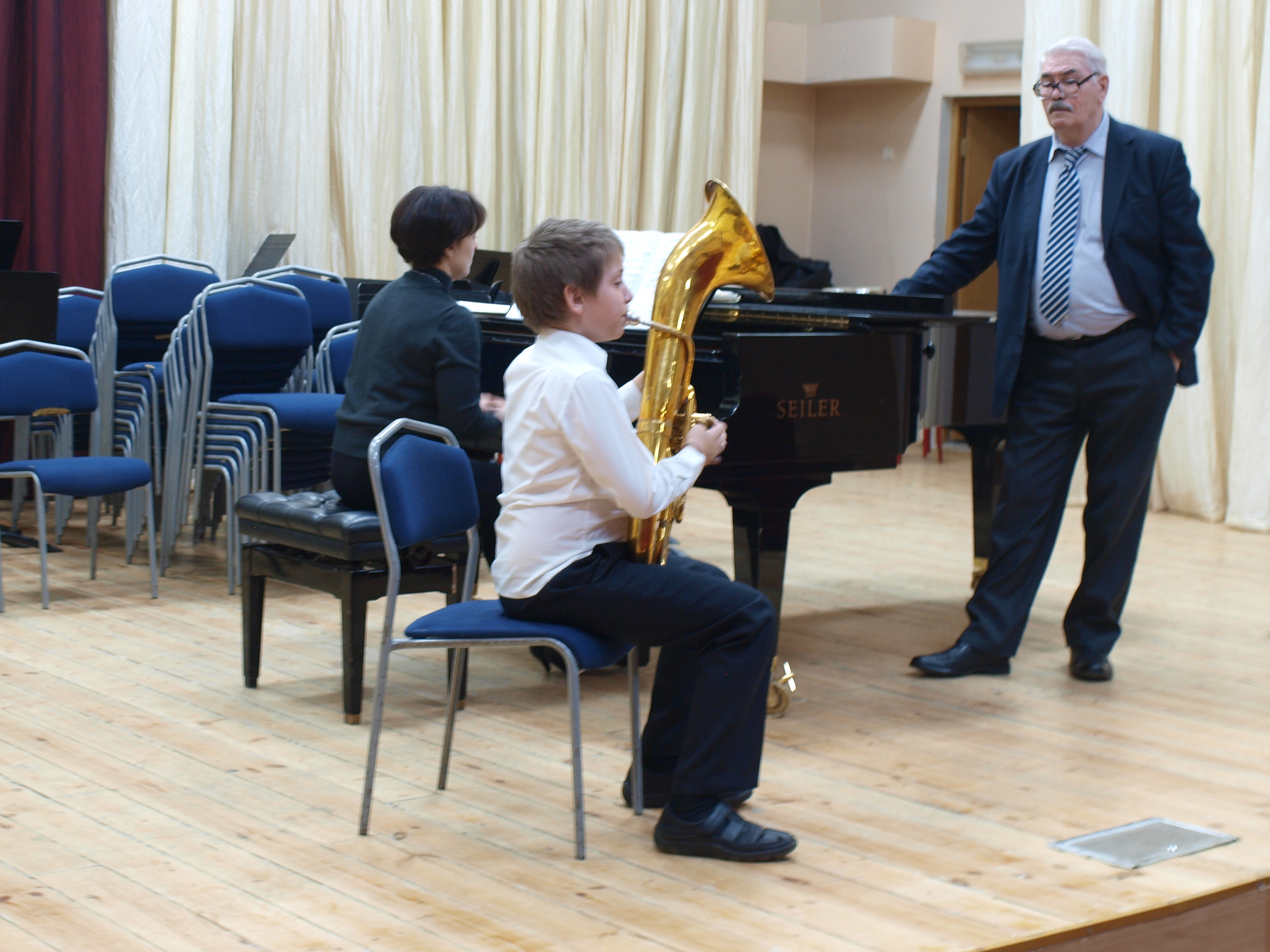
Зима В. С. Урок на сцене концертного зала Детской музыкальной школы имени М. И. Табакова. (Весна 2015 года)

Подготовил большое количество лауреатов различных музыкальных конкурсов и фестивалей.
Почётные звания — «Ветеран труда» (1999) и «Заслуженный работник культуры Российской Федерации» (2002).
Супруга — Наталья Фёдоровна (урождённая Лузанова), арфистка оркестра Большого Театра; тесть — Лузанов, Фёдор Петрович.
Зима В. С. скончался в Москве 21 декабря 2020 года.